# 東海地区国立大学
東海地区国立大学（とうかいちくこくりつだいがく）は、東海地区に所在する国立8大学が合同で競技大会を開催する際や設立している組織に付けている名称である。「東海地区国立大学協議会」のような包括協定や全体協議会は設置されていないが、合同で研修会、イベント、合同進学説明会を開催しているほか、東海地区国立大学図書館協会などを設置している。

## 所属大学
- 愛知教育大学
- 岐阜大学
- 静岡大学
- 豊橋技術科学大学
- 名古屋大学
- 名古屋工業大学
- 浜松医科大学
- 三重大学

## イベント
- 東海地区国立大学体育大会
  - 毎年持ちまわりで開催される体育大会である。毎年数日に渡って開催される。
- 東海地区国立大学文化祭
  - 毎年持ちまわりで開催されていた文化祭である。美術、音楽、演劇の三部門から構成される連合の文化祭である。
  - 諸事情により、2015年の第60回をもって終了した[1]。

## 施設
- 東海地区国立大学共同中津川研修センター
  - 岐阜県中津川市苗木字岩瀬639-20に所在する100人の収容が可能な研修センターで、大研修室、中研修室、宿泊室、体育館、多目的広場を備えている。本施設に関しては東海地区国立大学以外の団体であっても申請により使用が可能である。使用にあたっては東海地区国立大学であるか否かにかかわらず経費を負担する必要がある。
- 東海地区国立大学機器・分析センター

## 協議会など
- 東海地区国立大学図書館協会・東海地区大学図書館協議会
- 東海地区国立大学法人等情報化推進協議会